# 伊恩·维农·霍格
伊恩·维农·霍格（Ian Vernon Hogg，1926年1月1日—2002年3月7日）是一位英国学者，他曾寫過关于轻重武器、火炮、弹药以及防御工事的书籍，还写过几位将领的传记。他单独编著、与人合著、编辑、与人合编了大约150部书籍，共售出逾一百万册。